# Khu 8
Khu 8 (còn gọi là khu Trung Nam Bộ) là một đơn vị hành chính - quân sự cũ của Việt Nam Dân Chủ Cộng hòa và Cộng hòa miền Nam Việt Nam tồn tại từ năm 1945 đến năm 1976.

## Địa lý
Tính đến ngày 24 tháng 2 năm 1976, Khu 8 là vùng đất nằm giữa Nam Bộ Việt Nam, có vị trí địa lý:
- Phía đông bắc giáp Khu 7 (Miền Đông Nam Bộ) và thành phố Sài Gòn - Gia Định.
- Phía đông nam giáp Biển Đông.
- Phía tây bắc giáp Campuchia.
- Phía tây nam giáp Khu 9 (Miền Tây Nam Bộ)[1].

Tính đến ngày 24 tháng 2 năm 1976, Khu 8 có diện tích tự nhiên khoảng 13.731 km2, bao gồm tỉnh Đồng Tháp (5.835,3 km2), một phần các tỉnh Tây Ninh (toàn bộ diện tích tự nhiên của tỉnh Long An cũ là 4.492 km2), Vĩnh Long (toàn bộ diện tích tự nhiên của tỉnh Bến Tre cũ là 2.317,6 km2), An Giang (toàn bộ diện tích tự nhiên của thị xã Tân Châu cũ là 175,7 km2 và các huyện An Phú cũ là 226,4 km2, Chợ Mới cũ là 369,6 km2, Phú Tân cũ là 314,2 km2).

## Hệ thống chính trị Khu 8
| Danh sách các đồng chí trong Ban Chấp hành Đảng bộ Khu VIII - Trung Nam Bộ (1945 - 1976) | Danh sách các đồng chí trong Ban Chấp hành Đảng bộ Khu VIII - Trung Nam Bộ (1945 - 1976) | Danh sách các đồng chí trong Ban Chấp hành Đảng bộ Khu VIII - Trung Nam Bộ (1945 - 1976) |
| T                                                                                        | Họ tên Năm sinh - năm mất                                                                | Chức vụ trong Khu VIII - Trung Nam Bộ |
| ---------------------------------------------------------------------------------------- | ---------------------------------------------------------------------------------------- | --- |
| 1                                                                                        | Nguyễn Văn Mùi (Nguyễn Minh Đường, 1919 - 2002)                                          | - Bí thư Huyện ủy, Chủ tịch Ủy ban nhân dân huyện Cần Đước, tỉnh Chợ Lớn (từ tháng 8/1945 đến tháng 3/1946) - Ủy viên Ban Thường vụ Tỉnh ủy, Phó Chủ tịch tỉnh Chợ Lớn (từ tháng 3/1946 - tháng 12/1946) - Phó Bí thư Tỉnh ủy Chợ Lớn, phụ trách Ủy ban Kháng chiến tỉnh Chợ Lớn (từ tháng 12/1946 đến tháng 12/1949) - Bí thư Tỉnh ủy, Chủ tịch Ủy ban kháng chiến hành chánh tỉnh Tân An (từ tháng 12/1949 đến tháng 5/1950) - Bí thư Tỉnh ủy, Chủ tịch Ủy ban kháng chiến hành chánh tỉnh Đồng Tháp (từ tháng 5/1950 đến tháng 6/1951) - Bí thư, Chủ tịch Ủy ban Kháng chiến hành chánh tỉnh Mỹ Tho (từ tháng 10/1951 đến tháng 8/1954). - Xứ ủy viên, Bí thư Thường trực Liên tỉnh ủy Khu 8 (từ tháng 8/1954 đến tháng 5/1974) - Trưởng ban Mặt trận Trung ương Cục miền Nam, Phó ban Chỉ đạo đồng bằng sông Cửu Long (từ tháng 5/1974) - Phó ban Dân vận Mặt trận Trung ương Đảng, Ủy viên Trung ương Mặt trận Tổ quốc Việt Nam, Ủy viên Thường trực Ban Cải tạo Công thương nghiệp Trung ương (từ năm 1976 đến năm 1983) |
| 2                                                                                        | Nguyễn Văn Nhạn (Nguyễn Văn Chim, 1911 - 1996)                                           | - Tỉnh ủy viên chính thức tỉnh Mỹ Tho (từ tháng 8/1945 đến năm 1948) - Bí thư Huyện ủy Châu Thành, tỉnh Mỹ Tho (từ năm 1948 đến năm 1950) - Ủy viên Thường vụ Tỉnh ủy Mỹ Tho, phụ trách công tác tổ chức và kiểm tra (từ năm 1950 đến năm 1952) - Chủ tịch Ủy ban Mặt trận Việt Minh - Liên Việt tỉnh Mỹ Tho (từ năm 1952 đến năm 1953) - Phó Bí thư Tỉnh ủy Mỹ Tho (từ năm 1953 đến đến tháng 7/1954) - Bí thư Tỉnh ủy Mỹ Tho (từ tháng 7/1954 đến năm 1961) - Liên Tỉnh ủy viên Liên tỉnh Mỹ Tho - Gò Công - Tân (từ năm 1957 đến năm 1961) - Phó Bí thư Khu ủy Khu 8 (từ năm 1961 đến tháng 2/1976) - Chủ tịch Ủy ban Mặt trận Dân tộc Giải phóng miền Nam Việt Nam Khu Trung Nam Bộ (từ tháng 5/1971 đến tháng 2/1976) |
| 3                                                                                        | Phan Thành Long (Tư Long, 1925 - 1968)                                                   | - Bí thư Tỉnh ủy kiêm chánh trị viên Tỉnh đội Long Châu Sa (từ tháng 12/1952). - Liên Tỉnh ủy viên rồi Ủy viên Thường vụ Liên Tỉnh ủy miền Trung Nam Bộ, Trưởng ban Binh vận Liên Tỉnh miền Trung Nam Bộ, Thành ủy viên Khu Sài Gòn – Gia Định (từ tháng 8/1954 đến cuối năm 1956). - Sau tấn công Xuân Mậu Thân (1968) ông bị địch bắt, thủ tiêu ở hầm P42. |
| 4                                                                                        | Phan Ngọc Bính (Bảy Ruộng)                                                               | |
| 5                                                                                        | Huỳnh Châu Sổ (Năm Bê, 1923 - 2000)                                                      | - Phó Bí thư Huyện ủy Thủ Thừa, tỉnh Tân An (từ năm 1946 đến năm 1949) - Bí thư Huyện ủy Thủ Thừa, tỉnh Tân An (từ năm 1949 đến năm 1950) - Tỉnh ủy viên chính thức, Bí thư Huyện ủy Thủ Thừa, tỉnh Tân An (từ năm 1950 đến năm 1954) - Bí thư rồi Bí thư Tỉnh ủy Tân An (từ năm 1954 đến năm 1957) - Bí thư Tỉnh ủy Long An (từ năm 1957 đến tháng 12/1959) - Liên tỉnh ủy viên Khu Trung Nam Bộ (Khu 8 phụ trách an ninh và quân sự (từ tháng 12/1959 đến tháng 2/1976) - Phó Chủ nhiệm Ủy ban Thanh tra của Chính phủ (từ tháng 9/1976) |
| 6                                                                                        | Nguyễn Thị Định (Ba Định, 1920 - )                                                       | |
| 7                                                                                        | Lê Quốc Sản (Tám Phương)                                                                 | - Ủy viên Thường vụ Khu ủy Khu 8, Phó Tư lệnh rồi Tư lệnh Quân khu 8 (từ năm 1972 đến năm 1975) - Phó Tư lệnh Quân khu 9 (từ tháng 5/1976 đến tháng 9/1980) |